# Afrasura discreta
Espèce
Afrasura discreta est une espèce de papillons de nuit de la sous-famille des Arctiinae qui est endémique en république de Guinée.

## Description
Dans sa description de 2009, l'auteur indique que l'imago femelle de cette espèce a une envergure de 19 mm.

## Systématique
Le nom valide complet (avec auteur) de ce taxon est Afrasura discreta Durante, 2009,.

## Publication originale
- (en) Antonio Durante, « Revision of the Afrotropical species of Asura Walker, 1854 (Lepidoptera: Arctiidae, Lithosiinae), with the description of a new genus », Zootaxa, Magnolia Press (d), vol. 2280, no 1,‎ 3 novembre 2009, p. 27-52 (ISSN 1175-5334 et 1175-5326, OCLC 49030618, DOI 10.11646/ZOOTAXA.2280.1.2, lire en ligne).